# メサ・デ・ロス・トレス・レジェス
メサ・デ・ロス・トレス・レジェス（スペイン語: Mesa de los Tres Reyes）は、ピレネー山脈の山。標高は2,428mであり、スペインのナバーラ州の最高峰であるほか、スペインとフランスにまたがるバスク地方の最高峰でもある。

## 名称
バスク語ではイル・エレゲーン・マアイア(Hiru Erregeen Mahaia)、バスク語ロンカル方言ではイロル・エレゲ・マイア(Iror Errege Maia)、アラゴン語ではMeseta d'os Tres Reis、ガスコーニュ語ではTabla d'eths Tros Rouyes、フランス語ではターブル・デ・トロワ・ロワ(Table des Trois Rois)。
「3人の王の机」という意味を持ち、中世にアラゴン王、ナバーラ王、ベアルン領主の3人がこの山で会合を持っていた史実に由来する。スペイン東部のイベリコ山系にも類似の名称の山がある。

## 登山
登山には4時間45分程度かかり、登山口から1,444m分を登る必要がある。難易度は平均的であるが、ナバーラ州の山の中ではひときわ長い距離を歩く必要がある。